# Agyő, nagy ő!
Az Agyő, nagy ő! (eredeti cím: The Heartbreak Kid) 2007-ben bemutatott amerikai romantikus filmvígjáték a Farrelly testvérek rendezésében. A forgatókönyvet Scot Armstronggal és Leslie Dixonnal közösen írták, az 1972-es The Heartbreak Kid című film remake-jeként. A főbb szerepekben Ben Stiller, Malin Åkerman és Michelle Monaghan látható. Stiller második alkalommal dolgozott együtt a Farrelly rendezőpárossal a Keresd a nőt! (1998) című film után. 
Az Amerikai Egyesült Államokban 2007. október 5-én jelent meg a Paramount forgalmazásában. Magyarországon 2007. november 1-jén mutatták be a mozikban.

## Cselekmény
Az egyedülálló és határozatlan Eddie találkozgatni kezd a hihetetlenül szexis és látszólag mesés Lilával. Apja és legjobb barátja sürgetésére, illetve abból való félelmében, hogy ez az utolsó esélye a szerelemre, a házasságra és a boldogságra, Eddie megkéri a lány kezét mindössze hat hét után. Ám a napsütéses Mexikóban töltött nászút alatt Lila felfedi valódi, kibírhatatlan természetét, Eddie pedig megismerkedik Mirandával, s rájön, ő az igaz lelki társa. A férfinek gondoskodnia kell arról, hogy egyre rémesebb felesége ne zavarja próbálkozásában, hogy meghódítsa álmai nőjét.

## Szereplők
| Szereplő      | Színész           | Magyar hang         |
| ------------- | ----------------- | ------------------- |
| Eddie Cantrow | Ben Stiller       | Kálloy Molnár Péter |
| Lila          | Malin Åkerman     | Für Anikó           |
| Miranda       | Michelle Monaghan | Györgyi Anna        |
| Doc           | Jerry Stiller     | Rudas István        |
| Mac           | Rob Corddy        | Kapácsy Miklós      |
| Tito bácsi    | Carlos Mencia     | Szokol Péter        |

## Bemutató
A 2007-es San Diegó-i Comic Conon tartott előzetes vetítéséből egy nem szokványos szexjelenetet kivágtak, mert a közelmúltban a meztelenség deviáns megjelenítése a filmvásznon általános ellenérzést váltott ki a rendezvényen – olyan filmek miatt, mint a 300 és a Borat: Kazah nép nagy fehér gyermeke menni művelődni Amerika, mivel a Comic Conon számos kiskorú is részt vesz.

## Fogadtatás
Az Agyő, nagy ő! nagyrészt negatív kritikákat kapott. A Rotten Tomatoes-on 29%-ban értékelték pozitívan, a Farrelly-testvérek korábbi munkáihoz képest kevésbé találták merésznek és viccesnek.
A film a mozikasszáknál is alulmúlta a várakozásokat. Az elemzők az első hétvégéjére 24-28 millió dolláros bevételt jósoltak, azonban ennek csak a fele, 14 millió valósult meg, amivel a toplista második helyét sikerült megszereznie.